# Liste de gentilés d'objets célestes
Cet article liste les gentilés d'objets célestes. Ils peuvent désigner des extraterrestres vivant sur ces astres ou alors des Terriens s'y installant.

## Liste de gentilés

### Planètes et leurs satellites

Un Martien tel que communément imaginé dans la fiction.

- Mercure : Mercurien, Mercuriens, Mercurienne, Mercuriennes[1], Hermien, Hermienne
- Vénus : Vénusien, Vénusiens, Vénusienne, Vénusiennes[2]
- Terre : Terrien, Terriens, Terrienne, Terriennes
  - Lune : Sélénite, Sélénites, Lunarien, Lunariens, Lunarienne, Lunariennes[2]
- Mars : Martien, Martiens, Martienne, Martiennes
- Jupiter : Jovien, Joviens, Jovienne, Joviennes, Jupitérien, Jupitériens, Jupitérienne, Jupitériennes
- Saturne : Saturnien, Saturniens, Saturnienne, Saturniennes[3], Cronien, Croniens, Cronienne, Croniennes
  - Titan : Titanien, Titaniens, Titanienne, Titaniennes
- Uranus : Uranien, Uraniens, Uranienne, Uraniennes
- Neptune : Neptunien, Neptuniens, Neptunienne, Neptuniennes
- Pluton : Plutonien, Plutoniens, Plutonienne, Plutoniennes

### Systèmes solaires
- Système solaire de l'étoile Bételgeuse : Bételgeusien, Bételgeusiens, Bételgeusienne, Bételgeusiennes
- Système solaire de l'étoile Sirius : Sirien, Siriens, Sirienne, Siriennes
- Système solaire de l'étoile Véga : Végan, Végans, Végane, Véganes, Végien, Végiens, Végienne,Végiennes